# 霍西乡
霍西乡，是中华人民共和国四川省甘孜藏族自治州色达县下辖的一个乡镇级行政单位。

## 行政区划
霍西乡下辖以下地区：
扎卡村、瓦尔村、玛岗村、念柯村、勒柯村、德分村、拉让村、拉当村、甲日玛村、瓦热柯村和甲柯村。